# Hadley Irwin
Hadley Irwin was het pseudoniem van een schrijversduo, bestaande uit Lee Hadley (Earlham (Iowa), 10 oktober 1934 - 22 augustus 1995) en Annabelle Irwin (Peterson (Iowa), 8 oktober 1915 - 13 september 1998), beiden hoogleraar Engels aan de Iowa State University. Hun boek Abby, My Love uit 1985 wordt beschouwd als het eerste jeugdboek over incest/seksueel misbruik.

## Thema's
Het schrijversduo schreef voornamelijk 'probleemromans' voor en over tieners, bijvoorbeeld over alcoholisme, racisme, antisemitisme, incest/seksueel misbruik en suïcide. De doelgroep is jongeren van 12 tot 16 jaar. The New York Times vermeldt dat het boek Abby, My Love het eerste boek was in de jeugdliteratuur over het thema incest/seksueel misbruik. Dit boek gaat over een meisje dat seksueel misbruikt wordt door haar vader.
Ondanks de soms heftige onderwerpen worden Hadley Irwins boeken niet gezien als probleemboeken, vanwege de humor en het terugkerende thema van de groei naar volwassenheid. Een ander belangrijk thema zijn de onderlinge menselijke verhoudingen. Waargebeurde geschiedenissen zijn de basis voor hun historische romans.
Het boek We Are Mesquakie We Are One beschrijft de geschiedenis van het Mesquakievolk accuraat, volgens Adeline Wanatee (geboren in 1910 in Meskwaki Indian Settlement in Tama, Iowa, en de eerste vrouw die werd gekozen in de Meskwaki Tribal Council).

## Ontvangst
Volgens The New York Times Book Review is The Lilith Summer "een sympathieke roman over tienerproblemen", "in geen geval een traktaat" en "het verhaal is warm en voorbeeldig geschreven".
Volgens uitgever Weekly zijn Hadley Irwins "thema's (...) doordacht ontwikkeld en de moeite waard om over na te denken", en is het boek Kim/Kimi "een drama dat door Irwin is gekruid met amusante gebeurtenissen".
In het onderzoek naar auteursbekendheid in Vlaanderen in 2013 scoorde Hadley Irwin 11%.
Enkele van Hadley Irwins boeken zijn verfilmd. De boeken verkochten goed in de Verenigde Staten, Europa en Japan.

## Onderscheidingen
In 1982 werd hun de Zilveren Griffel toegekend voor de roman Hidden Doe: wij zijn Mesquakie, wij zijn één.
De Vlag en Wimpel werd twee maal aan hen toegekend; in 1983 voor het boek Twtti Rhys Hec: een meisje van zestien en in 1986 voor het boek Athabasca.